# Войцех Бартнік
Войцех Бартнік (пол. Wojciech Bartnik; нар. 2 грудня 1967, Олесниця, Нижньосілезьке воєводство) — польський боксер першої важкої ваги, призер Олімпійських ігор та чемпіонату Європи.

## Аматорська кар'єра
Войцех Бартнік протягом 1990-х років 10 разів був чемпіоном Польщі та брав участь у багатьох міжнародних турнірах.
На Олімпійських іграх 1992 в напівважкій вазі завоював бронзову медаль.
- В першому раунді переміг Алекса Гонсалеса (Пуерто-Рико) — 6-3
- В 1/8 фіналу переміг Мохамеда Бенгусма (Алжир) — 14-3
- В чвертьфіналі переміг Анхеля Еспіносу (Куба) — 9-3
- В півфіналі програв Торстену Май (Німеччина) — 6-8

На чемпіонаті світу 1993 Бартнік в 1/8 фіналу взяв реванш у Торстена Май — 5-4, але в чвертьфіналі програв Рамону Гарбей (Куба) — 3-18.
На чемпіонаті Європи 1993 програв в першому бою українцю Ростиславу Зауличному — 7-9.
1994 року Бартнік перейшов до важкої ваги. На чемпіонаті світу 1995 програв в другому бою Крістофу Менді (Франція) — 2-7.
На чемпіонаті Європи 1996 у важкій вазі здобув дві перемоги над Гітасом Юскевичусом (Литва) та Олексієм Чудіновим (Росія) і програв в півфіналі Луану Краснікі (Німеччина) — 0-7.
На Олімпіаді 1996 він переміг в першому бою Лакха Сінгха (Індія) — 14-2 і програв в другому Георгію Канделакі (Грузія) — 1-6.
На чемпіонаті світу 1997 здобув дві перемоги, а в чвертьфіналі програв данцю Туе Б'єрн Томсен — 3-3(+).
На чемпіонаті Європи 1998 програв в першому бою Євгену Макаренко (Росія) — 3-6.
Бартнік не брав участі в чемпіонаті світу 1999 та чемпіонаті Європи 2000, але пройшов кваліфікацію на літні Олімпійські ігри 2000, на яких зазнав поразки в першому бою від чемпіона світу 1999 року Майкла Беннетта (США) — 2-11.

## Професіональна кар'єра
2001 року Бартнік провів перший бій на професійному рингу і мав тривалу кар'єру, але найбільшим успіхом для нього став титул інтернаціонального чемпіона за версією WBF (2008) в першій важкій вазі.